# Vallecillo (Honduras)
Vallecillo es un municipio del departamento de Francisco Morazán en la República de Honduras.

## Toponimia
Se llamó Vallecillo por estar situado en los pequeños valles del municipio.

## Límites
| Orientación | Límite                                      |
| ----------- | ------------------------------------------- |
| Norte       | Municipio de Esquías, Comayagua             |
| Sur         | Municipio de Cedros, Francisco Morazán      |
| Sur         | Municipio de Comayagua, Comayagua           |
| Este        | Municipio de El Porvenir, Francisco Morazán |
| Este        | Municipio de Cedros, Francisco Morazán      |
| Oeste       | Municipio de Esquías, Comayagua             |
| Oeste       | Municipio de Comayagua, Comayagua           |

## Historia
En 1986 (5 de diciembre), se acordó crear el Municipio de Vallecillo, que antes eran varias aldeas pertenecientes al municipio de Cedros. Es un municipio con una economía agrícola, especialmente el cultivo de maíz y frijol, sin embargo es la caficultura la actividad económica más sobresaliente. Hugo Eleazar Flores Valladares resultó elegido alcalde del municipio en sustitución de Eva Lucía Lambur Valle en el proceso general electoral correspondiente al periodo 2014-2018.

## División Política
Aldeas: 2 (2013)
Caseríos: 54 (2013)
| Código | Aldea                               |
| ------ | ----------------------------------- |
| 082801 | Vallecillo (cabecera del municipio) |
| 082802 | Trinidad de Quebradas               |
| 082803 | San Jose de la Mora                 |
|        | La Unión                            |
|        | Singuizapa                          |
|        | San Isidro                          |
|        | Tuliapa                             |
|        | El Encinal                          |